# Miagrammopes sutherlandi
Espèce
Miagrammopes sutherlandi est une espèce d'araignées aranéomorphes de la famille des Uloboridae.

## Distribution
Cette espèce est endémique du Bengale-Occidental en Inde,. Elle se rencontre vers Kalimpong dans le district de Darjeeling.

## Description
La femelle holotype mesure 4,50 mm

## Étymologie
Cette espèce est nommée en l'honneur du Dr S. W Sutherland.

## Publication originale
- Tikader, 1971 : Descriptions of some little known spiders from India of the genus Miagrammopes Cambridge (Uloboridae). Journal of the Asiatic Society of Bengal, vol. 213, p. 172-177.